# Ah, la Navidad
Ah, la Navidad es el duodécimo episodio de la primera temporada de ALF.

## Personajes
- ALF

- William

- Kate

- Lynn

- Brian

## Historia
Todo comienza cuando empiezan a recordar navidades pasadas, luego entra ALF diciendo «¡Feliz Navidad!» y que aunque es un día antes de la Navidad él ya ha escondido todos los huevos... Willie le señala que es en Pascua cuando se esconden huevos, no en Navidad...a lo que indica que la Navidad es cuando se agujeran las calabazas.... Kate menciona que mientras ellos se ponen de acuerdo, ella preparará el desayuno, a lo que ALF dice que él ya lo preparó, ya que supo que Santa observaba todo lo que hacemos, «lo anota y si las cosas malas sobrepasan a las buenas, no te regala nada». Alf dice que tiene otra sorpresa...y cuando van a ver era el árbol de Navidad, que lo había transformado en leña...
Ya sin árbol de Navidad, Willie indica que comprará un nuevo árbol, pero llega con un árbol sintético ya que buscó mucho y no pudo encontrar uno natural. Como no le agradó el árbol a la familia y después de numerosas críticas y reproches de la familia, Willie decide ir con ALF a buscar un árbol de verdad que cortará en Los Ángeles, como lo hacía antiguamente con su esposa, Kate. En el camino, guiados por un mapa que llevaba ALF, se dan cuenta de que quedaron estancados y que no podrán salir de ahí. Kate, Lynn y Brian ven la nota que dejó William y Kate recordaba que todos los años se perdían en su intento. Luego llega Trevor Ochmonek, quien se autoinvita a compartir un ponche de huevo y que luego exige más... Mientras tanto, ALF y William Tanner hacen intentos por salir de lugar en que quedaron atascados, pero quedan más atorados aún... ALF le desea «Un bigote por tus pensamientos» a Willie, que según la costumbre melmaciana es para que una persona se abra...
Willie recuerda navidades pasadas, le dice a ALF que a veces no había dinero para regalos, pero siempre había un árbol de Navidad verdadero. Deciden quedarse callados por un tiempo, ya que ALF no demostraba interés en la conversación de William, y este, pasado un tiempo, se queda dormido y sueña con que llega a su casa con el árbol de Navidad perfecto (aunque sea sintético), pero llega el «reparador de árboles» (ALF, en su sueño) y lo delata que el árbol que había llevado no era real sino artificial, con lo que recibe duras reprimendas por parte de su familia, sus hijos se cambian sus ropas ordenadas, por unas más descuidadas y se van; por su parte, Kate espera a su pretendiente para salir (que resulta ser el señor Ochmonek), quien pide que no los espere, ante el asombro de William.
William despierta de su sueño angustiado por no tener el árbol de Navidad para su hogar repitiendo: «Quiero mi árbol, quiero mi árbol» a lo que ALF le responde que ya lo tiene, porque mientras él dormía fue al bosque y cortó uno. Contento decide que se irán, pero ALF lo previene que una patrulla policial va en camino, ya que debe haber oído la sierra...
Luego comienza a nevar y ALF se siente feliz, ya que consiguió ver la nieve por primera vez, pero la policía los invita a salir del automóvil, para conversar del árbol que había cortado ALF. Willie oculta a ALF bajo una manta y le desea feliz Navidad a ALF, quien le responde de la misma manera y desciende del auto.
Finalmente, ya en la casa, todos ven los regalos de Navidad recibidos por cada uno, alabando el árbol de Navidad que tenían (que Willie señaló que le costó USD$377 con la multa y el remolque que tuvo que pagar, para salir del atasco en que se encontraban. Incluso ALF les hace regalos a todos, ya que con un catálogo que encontró compró herramientas eléctricas a la cuenta de William: una engrapadora para Lynn, una barredora de aire para Brian, una lijadora para Kate y una máquina para depilar para William. Agradecen los regalos a ALF porque según Kate: «Lo que cuenta es la intención».